# Kelloggia galioides
El Kelloggia galioides és una espècie de plantes amb flor que pertany a la família de les rubiàcies. És oriünda de la part occidental dels Estats Units d'Amèrica, des de les Cascade Mountains del sud de l'estat de Washington, per Oregon, Idaho, Wyoming, Nevada, Arizona, Nou Mèxic fins a les Siskiyou Mountains i Sierra Nevada de Califòrnia.

## Descripció
És una herba perenne de tipus rizomatosa que creix en una tija molt prima i erecta que arriba fins a uns 40 cm d'alçada. Les seves fulles, de forma lanceolada, estan disposades de forma oposada respecte a la tija, i cada una és llarga d'entre 2 i 4 centímetres. Produeix unes poques i petites flors blanques o de color rosa fort, amb lòbuls apuntats i estrets en la seva cara oberta. Es fa preferentment en boscos de coníferes.